# Kardoes (vuurwapen)
Een kardoes is bij vuurwapens een houder voor de kruitlading. De verouderde Franse naam cartouche duidt tegenwoordig in het Frans een patroon aan.

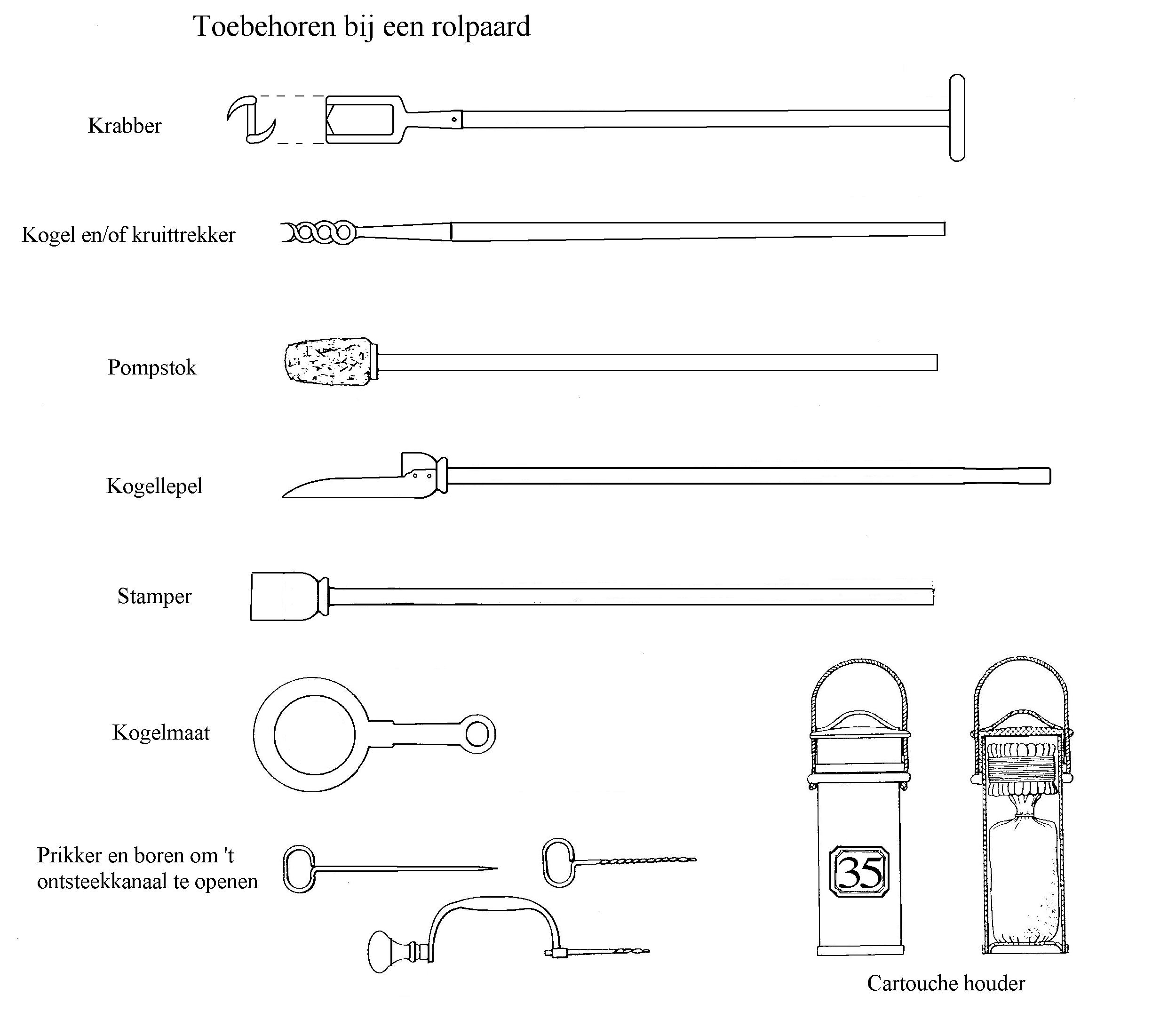
voorlader - toebehoren

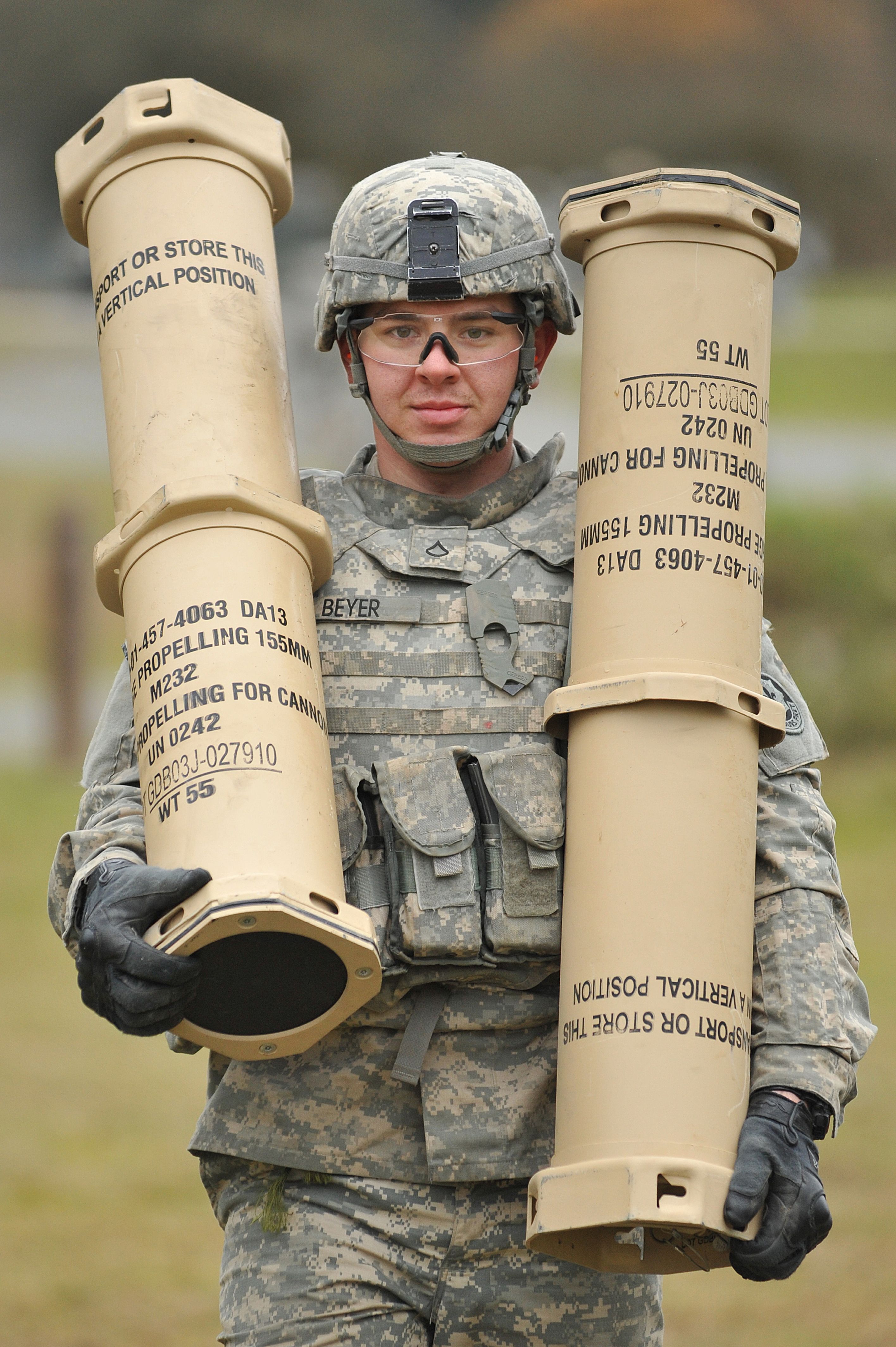
aanvoer van kardoezen in kardoeskokers

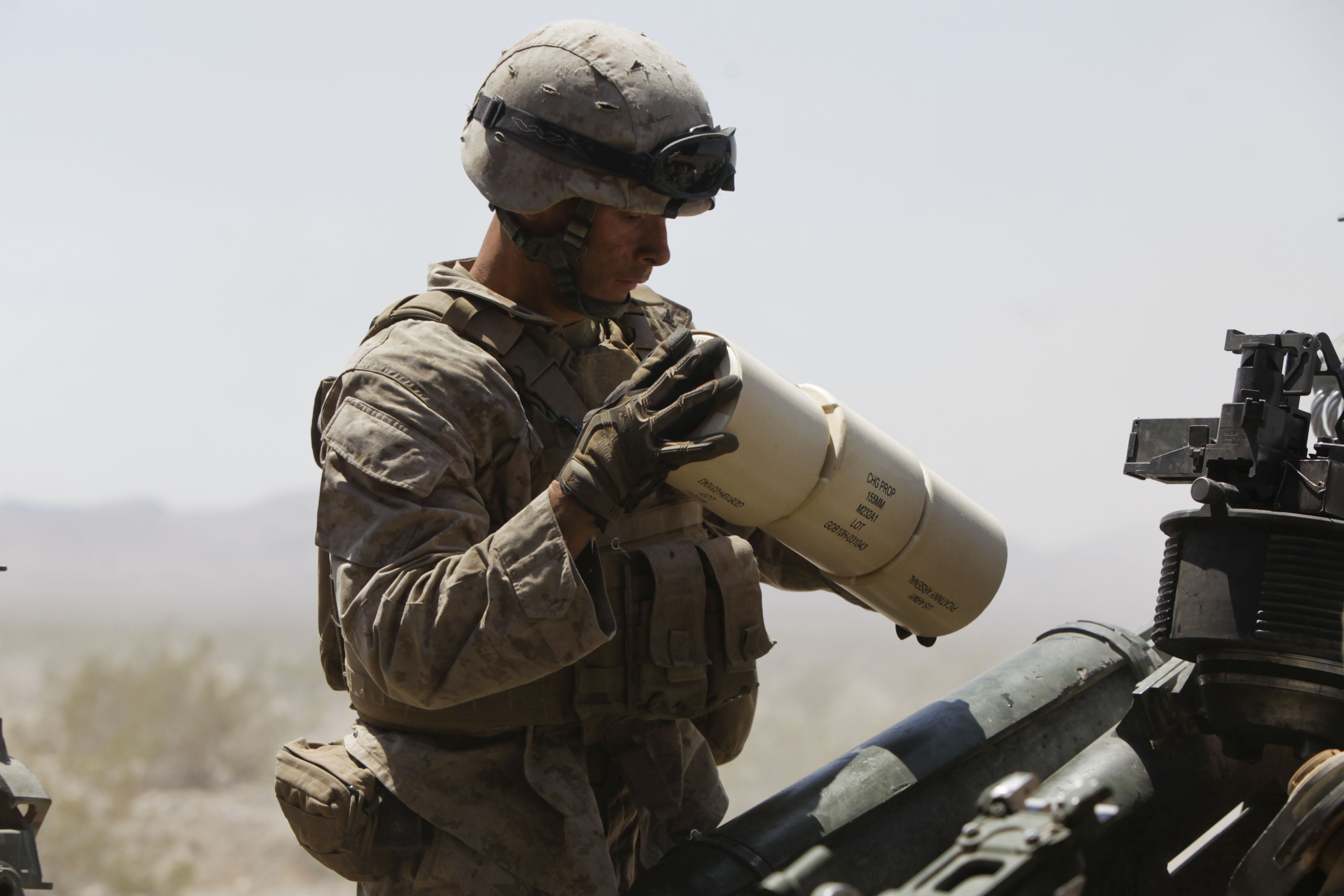
Geconfectioneerde kardoesdelen gereed voor het laden

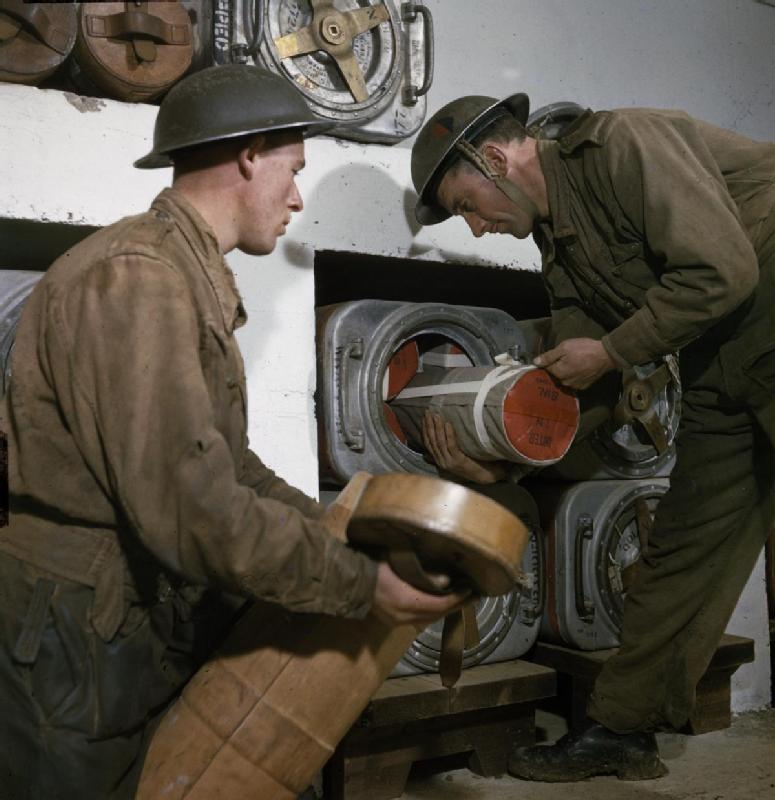
Het laden van de kardoes. Het achterste, rode deel is de "aanvuurlading", die snel ontbrandt door de vlam uit het afvuurpatroon. De linten voor het confectioneren zijn hier goed te zien.

Bij voorlaadgeschut (voorlader) zit de kruitlading meestal in een zogenaamde kardoes, dit is een aparte houder die de vorm van een koker of een zak heeft. Deze wordt vóór het plaatsen van het projectiel (de kogel) in de loop van het kanon gevoerd met een speciale houten of koperen lepel.
Kardoezen kunnen gemaakt zijn van: papier (kardoespapier), van kardoessaai (bestaat voornamelijk uit wol) of uit kardoeszijde. Men onderscheidt nog zware en lichte kardoeszijde, die beide de handelsnaam "bourette" dragen.
Omdat het kruit uit veiligheidsoverwegingen nooit in de nabijheid van het geschut wordt bewaard, moet voor ieder schot een aparte lading in de kardoes worden aangevoerd door een kruitloper. Op schepen en bij vestinggeschut geschiedt dat vanuit de kruitkamer. Dit gebeurt in een goed sluitende, koperen of messing bus. Vaak draagt zo'n bus de kenmerken van het kanon en de hoeveelheid kruit die er in vervoerd kan worden.
Bij de meeste achterladers van kleine tot middelgrote kalibers maakt men in plaats van kardoezen gebruik van patronen, waarbij de kruitlading, de ontsteking (slaghoedje met slagsas) en het projectiel (kogel) door middel van een messing of stalen huls zijn verenigd. Na het afgaan van het schot wordt de huls bij handvuurwapens vaak automatisch uitgeworpen; bij zwaar geschut kan dat anders zijn.
Een metalen patroonhuls zonder kogel (projectiel) wordt ook kardoes genoemd.